# Chiesa della Natività di Maria Vergine (Momo)
La chiesa della Natività di Maria Vergine è la parrocchiale di Momo, in provincia e diocesi di Novara; fa parte dell'unità pastorale di Suno-Momo.

## Storia
Originariamente Momo era dipendente dalla pieve di Suno; già nel XII secolo la chiesa momese, dedicata alla Beata Vergine Maria, risultava parrocchiale.
Un intervento di rifacimento venne iniziato nel 1684, allorché si provvide all'ampliamento dell'aula e alla ricostruzione del coro e dell'abside.
Nel XIX secolo l'antica torre campanaria romanica fu ampliata su disegno ingegner Melchioni, ma poi nel 1935 venne demolita e sostituita dal nuovo campanile.

## Descrizione

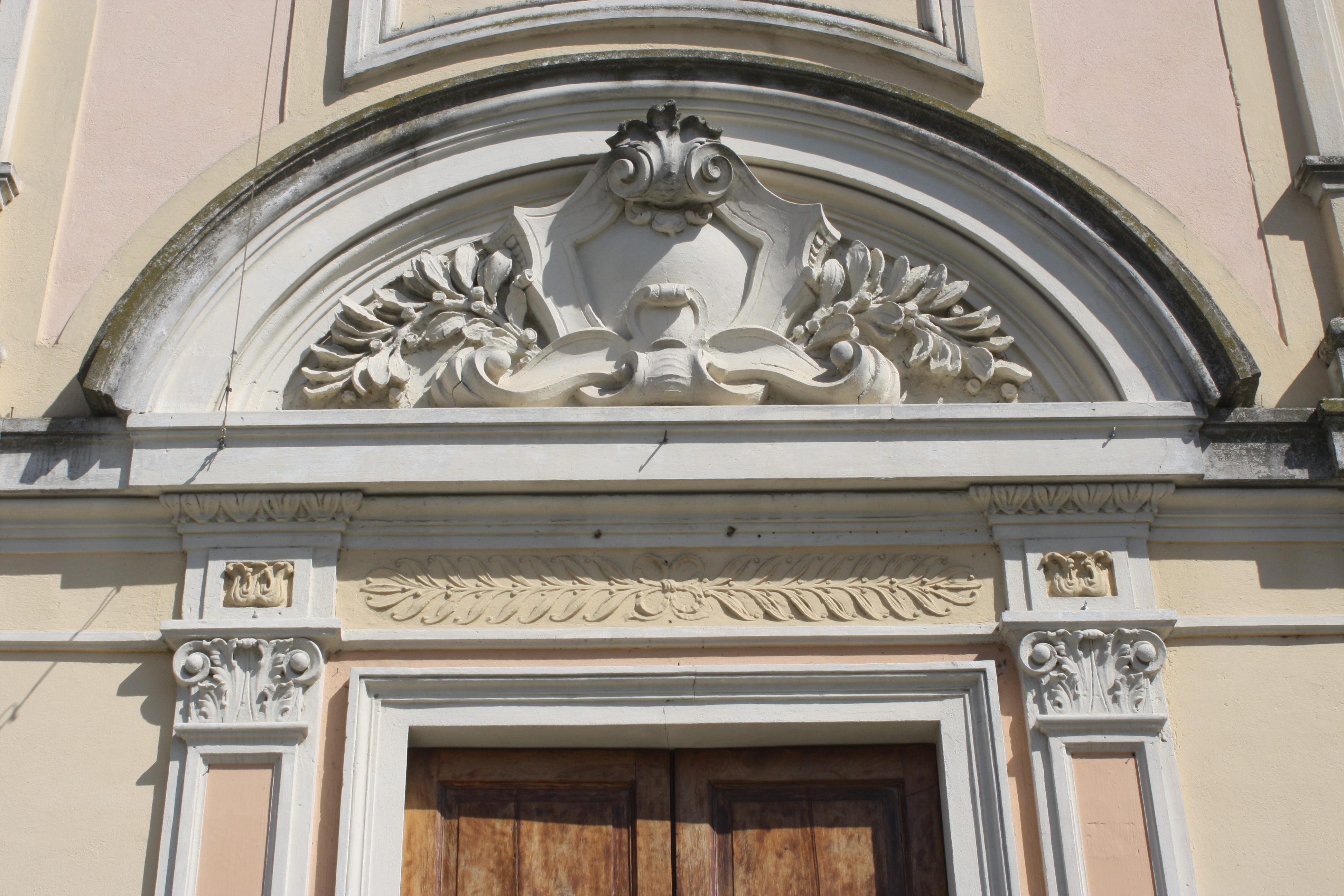
La lunetta del portale maggiore

### Esterno
La facciata a salienti della chiesa, rivolta a sudovest, si compone di tre corpi: quello principale, più alto e abbellito da lesene e capitelli, presenta il portale maggiore, sormontato da una lunetta, e una finestra ed è coronato dal timpano triangolare. Le ali laterali, invece, si compongono di una parte più avanzata e da una più arretrata: la prima è anch'essa caratterizzata da ingressi, lesene e lunette, mentre la seconda è di maggiore altezza e con tetto spiovente.
Annesso alla parrocchiale è lo svettante campanile a pianta quadrata, la cui cella presenta su ogni lato una monofora ed è coronata dalla guglia poggiate sul tamburo ottagonale.

### Interno
L'interno dell'edificio si compone di un'unica navata, sulla quale si affacciano le cappelle laterali, introdotte da archi a tutto sesto e tra loro intercomunicanti, e le cui pareti sono scandite da lesene sorreggenti la cornice modanata e aggettante sopra la quale si imposta la volta; al termine dell'aula si sviluppa l'ampio presbiterio, rialzato di alcuni gradini e chiuso dall'abside di forma quadrangolare.
Qui sono conservate diverse opere di pregio, la maggiore delle quali è l'organo, costruito nel 1900 da Alessandro Mentasti in sostituzione di un precedente strumento risalente al 1822.